# Plectocomiopsis mira
Plectocomiopsis mira là loài thực vật có hoa thuộc họ Arecaceae. Loài này được J.Dransf. miêu tả khoa học đầu tiên năm 1982.